# Royal Albert Hall
Royal Albert Hall je dvorana za umjetničke priredbe (prvenstveno glazbene), koja se nalazi u Londonu, u kvartu Knightsbridge, centralnom dijelu grada (City of Westminster), u Engleskoj.
The Royal Albert Hall je svakako jedna od najpoznatijih britanskih glazbenih dvorana, i ujedno i jedna od najljepših građevina Londona, poznata je širom svijeta.  Od doba svog otvorenja, za kraljice Victorije 1871., u njoj su nastupali najpoznatiji svjetski izvođači raznih umjetničkih usmjerenja. I danas ova dvorana, održava više od 350 raznih priredaba godišnje, od koncerata klasične glazbe, pop glazbe, baleta, opera, tenisa, razno raznih ceremonija, banketa i dobrotvornih skupova.

## Vanjske poveznice
- Službene stranice s rasporedom priredaba